# النشيد الوطني اللبناني
النشيد الوطني اللبناني هو النشيد الوطني الرسمي للجمهورية اللبنانية منذ اعتماده في 27 يوليو 1927. وقد كتبه رشيد نخلة ولحنه وديع صبرا.

## تاريخ النشيد الوطني اللبناني
في مايو 1926 كان إعلان الجمهورية اللبنانية، وانتخاب شارل دباس رئيسًا لها. وفكرت الحكومة الأولى في عهد الرئيس الجديد في وضع نشيد وطني لبناني، فشكلت لهذه الغاية لجنة تحكيمية بين الشعراء المتابرين في لبنان وبلاد الاغتراب لاختيار النشيد.
ففي 19 يوليو/تموز 1926 صدر مرسوم جمهوري عنوانه "مسابقة لاختيار النشيد الوطني اللبناني". وينص هذا المرسوم في مادته الأولى على أن المسابقة قسمان: "مسابقة لاختيار قصيدة عربية تصلح كلماتها للنشيد اللبناني"، ومسابقة بين مؤلفي الألحان لانتقاء اللحن الذي يوضع للقصيدة المختارة". أما المادة الثانية فجاء فيها أن لجنة التحكيم المكلفة اختيار النشيد هي برئاسة وزير المعارف العمومية والفنون الجميلة نجيب أميوني وعضوية كل من:
- الشيخ عبد الله البستاني
- جميل بك العظم
- عبد الرحيم بك قليلات
- الشيخ إبراهيم المنذر
- السيد عبد الباسط فتح الله
- شبلي بك ملاط

في أواخر تشرين الأول 1926 أعلنت نتيجة المباراة فكان النشيد الفائز نشيد الشاعر رشيد نخلة الذي وقّع قصيدته باسم «معبد» (اسم مغن عربي مشهور).
وقد نشرت نتيجة المباراة في الصحف التي قدمت رشيد بك نخله مؤلف النشيد الوطني على أنه خطيب مفوه وأديب أصيل وشاعر بالسليقة.
كلنا للوطن للعلى للعلم تلحين وديع صبرا.
في تقرير على قناة الجديد قال غسان الرحباني أن لحن النشيد يشبه إلى حد ما نشيد الريف. في حين ينفي البعض هذه الرواية ويقولون أن النشيد لبناني مئة في المئة.

## كلمات النشيد[4]
كلنا للوطن للعلى للعلم
ملء عين الزّمن سيفنا والقلم
سهلنا والجبل منبت للرجال
قولنا والعمـل في سبيل الكمال
كلنا للوطن للعلى للعلم
كلّنا للوطن
شيخنا والفتى عند صـوت الوطن
أسد غاب متى ساورتنا الفتن
شرقنا قلبه أبداً لبنان
صانه ربه لمدى الأزمان
كلنا للوطن للعلى للعلم
كلنا للوطن
بحره برّه درّة الشرقين
رِفدُهّ برّهُ مالئ القطبين
اسمه عـزّه منذ كان الجدود
مجـدُهُ أرزُهُ رمزُهُ للخلود
كلّنا للوطن للعلى للعلم
كلّنا للوطن